# Anomalifrontinae
Anomalifrontinae is een monotypische onderfamilie van de familie Xenophthalmidae uit de infraorde krabben (Brachyura). 

## Geslachten
De Anomalifrontinae omvatten de volgende geslachten:
- Anomalifrons Rathbun, 1931